# Joseph Nderitu
Joseph Nderitu (* 1970) ist ein kenianischer Marathonläufer.
2000 stellte er beim Around the Bay Road Race einen Streckenrekord auf, gewann die Premiere des Toronto Waterfront Marathons und wurde Zweiter beim Columbus-Marathon. Von 2001 bis 2003 gewann er dreimal in Folge den Ottawa-Marathon. 2001, 2002 und 2005 gelangen ihm weitere Siege beim Around the Bay Road Race, und 2003 triumphierte er erneut beim Toronto Waterfront Marathon.
2004 und 2005 wurde er jeweils Vierter in Ottawa.

## Persönliche Bestzeiten
- Halbmarathon: 1:05:08 h, 11. November 2001, Long Beach
- Marathon: 2:14:04 h, 12. Mai 2002, Ottawa